# パンツをはいたサル
「パンツをはいたサル」は、栗本慎一郎の著作。「人間は、20％の人間性と80％の動物性から成る」との認識から、生物としてのヒトを考察した。

## 概要

### 内容
「経済人類学」（東洋経済新報社）でカール・ポランニーの「関連様態（トランザクション）論」、「幻想としての経済」（青土社）でバタイユの過剰蕩尽理論を紹介しつつ独自の理論を展開した栗本が、両書の内容をエソロジカル（動物行動学的）な視点から平易な言葉で語り直し、さらに法律論や貨幣論や文学論をも展開し、マイケル・ポランニーの「層の理論」の紹介で締めくくった新書。

### 社会的影響力
80年代初頭に当時大人気だったコピーライターの糸井重里が女性誌の書評コーナーで「靄が取れたようになる本」と絶賛し、「ヘンタイよいこ新聞」の欄外一行広告でも推薦したことから、サブカル的な人気をも博し、浅田彰の「構造と力」に先んじてニューアカ・ブームを代表する書となった。小阪修平との対談「言語という神」（作品社）では、18万部売れたと語っている。

### 題名の由来
タイトルは、デズモンド・モリスの「裸のサル」をパロディにしたものだが、その後、正高信男によって、さらなるパロディ的タイトルの新書「ケータイを持ったサル」が出た。略されて「パンサル」と呼ばれたこともある。

### エピソード
父の栗本一夫が、野坂昭如のポルノ裁判（永井荷風の「四畳半襖の下張り」を翻刻して雑誌に掲載したことを「わいせつ文書頒布」と認定した事件）に出した判決を擁護している。後に「朝まで生テレビ!」で共演する大島渚や、ファンであることを公言することになる阿木燿子の夫である宇崎竜童のポルノ擁護発言を厳しく批判した。

### 他著との関連
続編として同社から「パンツを捨てるサル」、現代書館から「パンツを脱いだサル」が本書改訂版と並んで出版された。「捨てる」のほうは再発行されなかった。なお、「パンツを捨てるサル」に、本書で提起した江戸時代の人口増の問題が全く注目されなかったと読者の鈍さを批判している箇所があるが、これは栗本の記憶違いで、その問題提起がなされたのは「幻想としての経済」のなかである。マイケルの『層の理論』については、後の1988年刊行の『意味と生命』（青土社）のなかで詳述された。

### 改訂
1988年か89年に一部分を訂正した第二版が出ている。また2005年には現代書館から四六判で新版が刊行されたが、これも第二版に加筆・訂正をほどこしている。

## 翻訳
中国語訳：『穿裤子的猴子　人类行为新析』　（北京：工人出版社、1988年）　